# 托巴科鎮區 (密歇根州)
托巴科鎮區（英語：Tobacco Township）是位於美國密歇根州格拉德溫縣的一個行政鎮區。

## 地方資料
托巴科鎮區的面積為91.22平方千米，當中陸地面積為87.41平方千米，而水域面積為3.81平方千米。根據2020年美國人口普查的數據，當地共有人口2459人，而人口密度為每平方千米26.96人。